# 榮恩·衛斯理
榮恩·衛斯理（Ron Weasley），是英國作家J.K.羅琳的奇幻小說系列《哈利波特》中的虛構人物。他首次出現於該系列的第一部小說《哈利波特－神秘的魔法石》中，作為哈利·波特和妙麗·格蘭傑最好的朋友，也是第二男主角和三個核心人物之一。他是純血的巫師家族衛斯理氏的一員，他們一家居於奧特里聖卡奇波爾（Ottery St. Catchpole）外的洞穴屋。作為三名主角中唯一在魔法社會成長的一個，榮恩還向兩人提供了魔法世界中對魔法習俗與傳統的洞察。榮恩跟哈利及妙麗同樣是葛來分多學院的成員，並在整個系列中大部分的行動都在場。

## 角色發展
根據羅琳的說法，榮恩是她第一天創作的角色之一。榮恩的靈感來自羅琳最好的朋友尚恩·哈里斯（據說《哈利波特－消失的密室》是獻給他的），但她明確地表示她「從來沒有打算在榮恩當中描述尚恩，但榮恩有著肖恩式的措辭。」就如哈里斯對待羅琳一樣，榮恩總會在哈利需要他的時候「總會在身邊」。榮恩符合許多夥伴的刻板印象；他經常被用作喜劇調解，忠於主角，並且至少在早期中，他缺乏哈利所擁有的許多天賦（就魔法力量而言）。然而，他多次證明了自己的勇氣與魔法能力，例如在第一輯小說中下著「真正的巫師棋」；儘管自己有著蜘蛛恐懼症，仍然跟哈利於第二輯小說中進入禁忌森林；在第五輯小說中施展了護法咒，甚至在第七本小說中，在不了解爬說嘴的情況下透過模仿哈利的爬說嘴以進入密室取得蛇妖毒牙。
榮恩的一些特質能夠映襯哈利：哈利是一名孤兒，擁有比他所需更多的金子，而榮恩則來自一個充滿愛但貧窮的家庭；榮恩的許多資產都是舊物。哈利很有名，但寧願避開聚光燈；相比之下，榮恩經常被視為一個單純的跟班，有時會嫉妒哈利得到的認同；榮恩的名聲和成就被他眾多的兄弟姐妹與好友所掩蓋，他的自卑情結和想要證明自己的需要成為是他角色性格的主要推力；隨著小說的發展，榮恩從一個缺乏安全感的男孩成長為一個具有戰略和領導能力的能幹年輕人。

## 家庭

### 名字的來源
榮恩·衛斯理的全名為榮納德·畢流思·衛斯理，出生於1980年3月1日。他跟哈利·波特和妙麗·格蘭傑是霍格華茲魔法與巫術學院的同屆學生，三人也因此成為了好友。小說及電影中所有人都稱呼他為「榮恩（Ron）」，而非「榮納德（Ronald）」（露娜·羅古德在原文上確實是稱呼榮恩為「榮納德」，而妙麗也曾在第四輯電影開首及第五輯電影中這樣稱呼他一次）。
榮納德（Ronald）是斯堪的納維亞語名字「Ragnvald」的蘇格蘭語形式，這個名字源於古斯堪的納維亞語的「Ragnvaldr」，它由「ragn」與「valdr」兩個部分組成，其意思分別為「建議」和「統治者」；與這個名字同源的「Reginald」則是從德語形式的「Raginwald」中演變過來，其意思為「王子的謀士」。這些名字的含義所指的都是當權者值得信賴的顧問，這一點上跟榮恩作為哈利的朋友與知己非常相似。
衛斯理一家之家族成員的名字大多選用亞瑟王時期的名字，「榮恩」於蒙茅斯的謝菲之《不列顛諸王史》裡是亞瑟王長矛的名稱。在威爾士語中，「Ron」是「Rhongomyniad」的縮寫，意為「暗殺者長矛」。榮恩的中間名字「畢流思（Bilius）」，源自意為膽汁的單詞「bile」，在古希臘醫學理論的體液學說中，「黃膽（Yellow bile）」和「黑膽（Black bile）」是人體組成四種體液中的兩種。黃膽象徵的元素為「火」，這也是葛萊分多學院的象徵元素。同時在英語中，「bilious」這個形容詞就有「壞脾氣」的意思，「火」大的人一般被認為脾氣不好，就如榮恩那樣。

### 家庭成員
| \| \| \| \| \| \| \| \| \| \| \| \| \| \| \| \| \| \| \| \| \| 布萊克家族 \| \| \| \| \| \| \| \| \| \| \| \| \| \| \| \| \| \| \| \| \| \| \| \| \| \| \| \| \| \| \| \| \| \| \| \| \| \| \| \| \| \| \| \| \| \| \| \| \| \| \| \| \| \| \| \| \| \| \| \| \| \| \| \| \| \| \| \| \| \| \| \| \| \| \| \| \| \| \| \| \| \| \| \| \| \| \| \| \| \| \| \| \| \| \| \| \| \| \| \| \| \| \| \| \| \| \| \| \| \| \| \| \| \| \| \| \| \| \| \| \| \| \| \| \| \| \| \| \| \| \| \| \| \| \| \| \| \| \| \| \| \| \| \| \| \| \| \| \| \| \| \| \| \| \| \| \| \| \| \| \| \| \| \| \| \| \| \| \| \| \| \| \| \| \| \| \| \| \| \| \| \| \| \| \| \| \| \| \| \| \| \| \| \| \| \| \| \| \| \| \| \| \| \| \| \| \| \| \| \| \| \| \| \| \| \| \| \| \| \| \| \| \| \| \| \| \| \| \| \| \| \| \| \| \| \| \| \| \| \| \| \| \| \| \| \| \| \| \| \| \| \| \| \| \| \| \| \| \| \| \| \| \| \| \| \| \| \| \| \| \| \| \| \| \| \| \| \| \| \| \| \| \| \| \| \| \| \| \| \| \| \| \| \| \| \| \| \| \| \| \| \| \| \| \| \| \| \| \| \| \| \| \| \| \| \| \| \| \| \| \| \| \| \| \| \| \| \| \| \| \| 天狼星·布萊克 \| 天狼星·布萊克 \| 天狼星·布萊克 \| 天狼星·布萊克 \| 天狼星·布萊克 \| 天狼星·布萊克 \| \| \| 亞瑟·衛斯理 \| 亞瑟·衛斯理 \| 亞瑟·衛斯理 \| 亞瑟·衛斯理 \| 亞瑟·衛斯理 \| 亞瑟·衛斯理 \| \| \| 茉莉·普瑞 \| 茉莉·普瑞 \| 茉莉·普瑞 \| 茉莉·普瑞 \| 茉莉·普瑞 \| 茉莉·普瑞 \| \| \| 獅子阿爾發·布萊克 \| 獅子阿爾發·布萊克 \| 獅子阿爾發·布萊克 \| 獅子阿爾發·布萊克 \| 獅子阿爾發·布萊克 \| 獅子阿爾發·布萊克 \| \| \| \| \| \| \| \| \| \| \| \| \| \| \| \| \| \| \| \| \| \| \| \| \| \| \| \| \| \| \| \| \| \| \| \| \| \| \| \| \| \| \| \| \| \| \| \| \| \| \| \| \| \| \| \| \| \| \| \| \| \| \| \| \| \| \| \| \| \| \| \| \| \| \| \| \| \| \| \| \| \| \| \| 天狼星·布萊克 \| 天狼星·布萊克 \| 天狼星·布萊克 \| 天狼星·布萊克 \| 天狼星·布萊克 \| 天狼星·布萊克 \| \| \| 亞瑟·衛斯理 \| 亞瑟·衛斯理 \| 亞瑟·衛斯理 \| 亞瑟·衛斯理 \| 亞瑟·衛斯理 \| 亞瑟·衛斯理 \| \| \| 茉莉·普瑞 \| 茉莉·普瑞 \| 茉莉·普瑞 \| 茉莉·普瑞 \| 茉莉·普瑞 \| 茉莉·普瑞 \| \| \| 獅子阿爾發·布萊克 \| 獅子阿爾發·布萊克 \| 獅子阿爾發·布萊克 \| 獅子阿爾發·布萊克 \| 獅子阿爾發·布萊克 \| 獅子阿爾發·布萊克 \| \| \| \| \| \| \| \| \| \| \| \| \| \| \| \| \| \| \| \| \| \| \| \| \| \| \| \| \| \| \| \| \| \| \| \| \| \| \| \| \| \| \| \| \| \| \| \| \| \| \| \| \| \| \| \| \| \| \| \| \| \| \| \| \| \| \| \| \| \| \| \| \| \| \| \| \| \| \| \| \| \| \| \| \| \| \| \| \| \| \| \| \| \| \| \| \| \| \| \| \| \| \| \| \| \| \| \| \| \| \| \| \| \| \| \| \| \| \| \| \| \| \| \| \| \| \| \| \| \| \| \| \| \| \| \| \| \| \| \| \| \| \| \| \| \| \| \| \| \| \| \| \| \| \| \| \| \| \| \| \| \| \| \| \| \| \| \| \| \| \| \| \| \| \| \| \| \| \| \| \| \| \| \| \| \| \| \| \| \| \| \| \| \| \| \| \| \| \| \| \| \| \| \| \| \| \| \| \| \| \| \| \| \| \| \| \| \| \| \| \| \| \| \| \| \| \| \| \| \| \| \| \| \| \| \| \| \| \| \| \| \| \| \| \| \| \| \| \| \| \| \| \| \| \| \| \| \| \| \| \| \| \| \| \| \| \| \| \| \| \| \| \| \| \| \| \| \| \| \| \| \| \| \| \| \| \| \| \| \| \| \| \| \| \| \| \| \| \| \| \| \| \| \| \| \| \| \| \| \| 花兒·戴樂古 \| 花兒·戴樂古 \| 花兒·戴樂古 \| 花兒·戴樂古 \| 花兒·戴樂古 \| 花兒·戴樂古 \| \| \| 比爾·衛斯理 \| 比爾·衛斯理 \| 比爾·衛斯理 \| 比爾·衛斯理 \| 比爾·衛斯理 \| 比爾·衛斯理 \| \| \| 查理·衛斯理 \| 查理·衛斯理 \| 查理·衛斯理 \| 查理·衛斯理 \| 查理·衛斯理 \| 查理·衛斯理 \| \| \| 派西·衛斯理 \| 派西·衛斯理 \| 派西·衛斯理 \| 派西·衛斯理 \| 派西·衛斯理 \| 派西·衛斯理 \| \| \| 奧黛麗·衛斯理 \| 奧黛麗·衛斯理 \| 奧黛麗·衛斯理 \| 奧黛麗·衛斯理 \| 奧黛麗·衛斯理 \| 奧黛麗·衛斯理 \| \| \| 喬治·衛斯理 \| 喬治·衛斯理 \| 喬治·衛斯理 \| 喬治·衛斯理 \| 喬治·衛斯理 \| 喬治·衛斯理 \| \| \| 莉娜·強生 \| 莉娜·強生 \| 莉娜·強生 \| 莉娜·強生 \| 莉娜·強生 \| 莉娜·強生 \| \| \| 榮恩·衛斯理 \| 榮恩·衛斯理 \| 榮恩·衛斯理 \| 榮恩·衛斯理 \| 榮恩·衛斯理 \| 榮恩·衛斯理 \| \| \| 妙麗·格蘭傑 \| 妙麗·格蘭傑 \| 妙麗·格蘭傑 \| 妙麗·格蘭傑 \| 妙麗·格蘭傑 \| 妙麗·格蘭傑 \| \| \| 弗雷·衛斯理 \| 弗雷·衛斯理 \| 弗雷·衛斯理 \| 弗雷·衛斯理 \| 弗雷·衛斯理 \| 弗雷·衛斯理 \| \| \| 金妮·衛斯理 \| 金妮·衛斯理 \| 金妮·衛斯理 \| 金妮·衛斯理 \| 金妮·衛斯理 \| 金妮·衛斯理 \| \| \| 哈利·波特 \| 哈利·波特 \| 哈利·波特 \| 哈利·波特 \| 哈利·波特 \| 哈利·波特 \| \| \| \| \| \| \| \| \| \| \| \| \| \| \| \| \| \| \| \| 花兒·戴樂古 \| 花兒·戴樂古 \| 花兒·戴樂古 \| 花兒·戴樂古 \| 花兒·戴樂古 \| 花兒·戴樂古 \| \| \| 比爾·衛斯理 \| 比爾·衛斯理 \| 比爾·衛斯理 \| 比爾·衛斯理 \| 比爾·衛斯理 \| 比爾·衛斯理 \| \| \| 查理·衛斯理 \| 查理·衛斯理 \| 查理·衛斯理 \| 查理·衛斯理 \| 查理·衛斯理 \| 查理·衛斯理 \| \| \| 派西·衛斯理 \| 派西·衛斯理 \| 派西·衛斯理 \| 派西·衛斯理 \| 派西·衛斯理 \| 派西·衛斯理 \| \| \| 奧黛麗·衛斯理 \| 奧黛麗·衛斯理 \| 奧黛麗·衛斯理 \| 奧黛麗·衛斯理 \| 奧黛麗·衛斯理 \| 奧黛麗·衛斯理 \| \| \| 喬治·衛斯理 \| 喬治·衛斯理 \| 喬治·衛斯理 \| 喬治·衛斯理 \| 喬治·衛斯理 \| 喬治·衛斯理 \| \| \| 莉娜·強生 \| 莉娜·強生 \| 莉娜·強生 \| 莉娜·強生 \| 莉娜·強生 \| 莉娜·強生 \| \| \| 榮恩·衛斯理 \| 榮恩·衛斯理 \| 榮恩·衛斯理 \| 榮恩·衛斯理 \| 榮恩·衛斯理 \| 榮恩·衛斯理 \| \| \| 妙麗·格蘭傑 \| 妙麗·格蘭傑 \| 妙麗·格蘭傑 \| 妙麗·格蘭傑 \| 妙麗·格蘭傑 \| 妙麗·格蘭傑 \| \| \| 弗雷·衛斯理 \| 弗雷·衛斯理 \| 弗雷·衛斯理 \| 弗雷·衛斯理 \| 弗雷·衛斯理 \| 弗雷·衛斯理 \| \| \| 金妮·衛斯理 \| 金妮·衛斯理 \| 金妮·衛斯理 \| 金妮·衛斯理 \| 金妮·衛斯理 \| 金妮·衛斯理 \| \| \| 哈利·波特 \| 哈利·波特 \| 哈利·波特 \| 哈利·波特 \| 哈利·波特 \| 哈利·波特 \| \| \| \| \| \| \| \| \| \| \| \| \| \| \| \| \| \| \| \| \| \| \| \| \| \| \| \| \| \| \| \| \| \| \| \| \| \| \| \| \| \| \| \| \| \| \| \| \| \| \| \| \| \| \| \| \| \| \| \| \| \| \| \| \| \| \| \| \| \| \| \| \| \| \| \| \| \| \| \| \| \| \| \| \| \| \| \| \| \| \| \| \| \| \| \| \| \| \| \| \| \| \| \| \| \| \| \| \| \| \| \| \| \| \| \| \| \| \| \| \| \| \| \| \| \| \| \| \| \| \| \| \| \| \| \| \| \| \| \| \| \| \| \| \| \| \| \| \| \| \| \| \| \| \| \| \| \| \| \| \| \| \| \| \| \| \| \| \| \| \| \| \| \| \| \| \| \| \| \| \| \| \| \| \| \| \| \| \| \| \| \| \| \| \| \| \| \| \| \| \| \| \| \| \| \| \| \| \| \| \| \| \| \| \| \| \| \| \| \| \| \| \| \| \| \| \| \| \| \| \| \| \| \| \| \| \| \| \| \| \| \| 薇朵兒·衛斯理 \| 薇朵兒·衛斯理 \| 薇朵兒·衛斯理 \| 薇朵兒·衛斯理 \| 薇朵兒·衛斯理 \| 薇朵兒·衛斯理 \| \| \| 露西·衛斯理 \| 露西·衛斯理 \| 露西·衛斯理 \| 露西·衛斯理 \| 露西·衛斯理 \| 露西·衛斯理 \| \| \| 多明妮克·衛斯理 \| 多明妮克·衛斯理 \| 多明妮克·衛斯理 \| 多明妮克·衛斯理 \| 多明妮克·衛斯理 \| 多明妮克·衛斯理 \| \| \| \| \| \| \| 小茉莉·衛斯理 \| 小茉莉·衛斯理 \| 小茉莉·衛斯理 \| 小茉莉·衛斯理 \| 小茉莉·衛斯理 \| 小茉莉·衛斯理 \| \| \| 露西·衛斯理 \| 露西·衛斯理 \| 露西·衛斯理 \| 露西·衛斯理 \| 露西·衛斯理 \| 露西·衛斯理 \| \| \| \| \| 弗雷·衛斯理二世 \| 弗雷·衛斯理二世 \| 弗雷·衛斯理二世 \| 弗雷·衛斯理二世 \| 弗雷·衛斯理二世 \| 弗雷·衛斯理二世 \| \| \| 羅克珊·衛斯理 \| 羅克珊·衛斯理 \| 羅克珊·衛斯理 \| 羅克珊·衛斯理 \| 羅克珊·衛斯理 \| 羅克珊·衛斯理 \| \| \| 露絲·格蘭傑─衛斯理 \| 露絲·格蘭傑─衛斯理 \| 露絲·格蘭傑─衛斯理 \| 露絲·格蘭傑─衛斯理 \| 露絲·格蘭傑─衛斯理 \| 露絲·格蘭傑─衛斯理 \| \| \| 雨果·格蘭傑─衛斯理 \| 雨果·格蘭傑─衛斯理 \| 雨果·格蘭傑─衛斯理 \| 雨果·格蘭傑─衛斯理 \| 雨果·格蘭傑─衛斯理 \| 雨果·格蘭傑─衛斯理 \| \| \| 詹姆·天狼星·波特 \| 詹姆·天狼星·波特 \| 詹姆·天狼星·波特 \| 詹姆·天狼星·波特 \| 詹姆·天狼星·波特 \| 詹姆·天狼星·波特 \| \| \| 阿不思·賽佛勒斯·波特 \| 阿不思·賽佛勒斯·波特 \| 阿不思·賽佛勒斯·波特 \| 阿不思·賽佛勒斯·波特 \| 阿不思·賽佛勒斯·波特 \| 阿不思·賽佛勒斯·波特 \| \| \| \| \| 莉莉·露娜.波特 \| 莉莉·露娜.波特 \| 莉莉·露娜.波特 \| 莉莉·露娜.波特 \| 莉莉·露娜.波特 \| 莉莉·露娜.波特 \| \| \| 註： 關於布萊克家族的狀況稍作省略，而貝拉·雷斯壯沒有後代，因此不作顯示。 |  |  |  |  |  |  |  |               |               |               |               |               |               |               |               |               |               |             |             |             |             |             |             |                 |                 |                 |                 |                 |                 |             |             |             |             |  |  |                   |                   |                   |                   |                   |                   |  |  |               |               |               |               |               |               |  |  |             |             |                 |                 |                 |                 |                 |                 |           |           |               |               |               |               |               |               |             |             |                    |                    |                    |                    |                    |                    |             |             |                    |                    |                    |                    |                    |                    |             |             |                  |                  |                  |                  |                  |                  |             |             |                      |                      |                      |                      |                      |                      |           |           |           |           |                |                |                |                |                |                |  |  |
| |  |  |  |  |  |  |  |               |               |               |               |               |               |               |               |               |               |             |             | 布萊克家族  |             |             |             |                 |                 |                 |                 |                 |                 |             |             |             |             |  |  |                   |                   |                   |                   |                   |                   |  |  |               |               |               |               |               |               |  |  |             |             |                 |                 |                 |                 |                 |                 |           |           |               |               |               |               |               |               |             |             |                    |                    |                    |                    |                    |                    |             |             |                    |                    |                    |                    |                    |                    |             |             |                  |                  |                  |                  |                  |                  |             |             |                      |                      |                      |                      |                      |                      |           |           |           |           |                |                |                |                |                |                |  |  |
| |  |  |  |  |  |  |  |               |               |               |               |               |               |               |               |               |               |             |             |             |             |             |             |                 |                 |                 |                 |                 |                 |             |             |             |             |  |  |                   |                   |                   |                   |                   |                   |  |  |               |               |               |               |               |               |  |  |             |             |                 |                 |                 |                 |                 |                 |           |           |               |               |               |               |               |               |             |             |                    |                    |                    |                    |                    |                    |             |             |                    |                    |                    |                    |                    |                    |             |             |                  |                  |                  |                  |                  |                  |             |             |                      |                      |                      |                      |                      |                      |           |           |           |           |                |                |                |                |                |                |  |  |
| |  |  |  |  |  |  |  |               |               |               |               |               |               |               |               |               |               |             |             |             |             |             |             |                 |                 |                 |                 |                 |                 |             |             |             |             |  |  |                   |                   |                   |                   |                   |                   |  |  |               |               |               |               |               |               |  |  |             |             |                 |                 |                 |                 |                 |                 |           |           |               |               |               |               |               |               |             |             |                    |                    |                    |                    |                    |                    |             |             |                    |                    |                    |                    |                    |                    |             |             |                  |                  |                  |                  |                  |                  |             |             |                      |                      |                      |                      |                      |                      |           |           |           |           |                |                |                |                |                |                |  |  |
| |  |  |  |  |  |  |  |               |               |               |               | 天狼星·布萊克 | 天狼星·布萊克 | 天狼星·布萊克 | 天狼星·布萊克 | 天狼星·布萊克 | 天狼星·布萊克 |             |             | 亞瑟·衛斯理 | 亞瑟·衛斯理 | 亞瑟·衛斯理 | 亞瑟·衛斯理 | 亞瑟·衛斯理     | 亞瑟·衛斯理     |                 |                 | 茉莉·普瑞       | 茉莉·普瑞       | 茉莉·普瑞   | 茉莉·普瑞   | 茉莉·普瑞   | 茉莉·普瑞   |  |  | 獅子阿爾發·布萊克 | 獅子阿爾發·布萊克 | 獅子阿爾發·布萊克 | 獅子阿爾發·布萊克 | 獅子阿爾發·布萊克 | 獅子阿爾發·布萊克 |  |  |               |               |               |               |               |               |  |  |             |             |                 |                 |                 |                 |                 |                 |           |           |               |               |               |               |               |               |             |             |                    |                    |                    |                    |                    |                    |             |             |                    |                    |                    |                    |                    |                    |             |             |                  |                  |                  |                  |                  |                  |             |             |                      |                      |                      |                      |                      |                      |           |           |           |           |                |                |                |                |                |                |  |  |
| |  |  |  |  |  |  |  |               |               |               |               | 天狼星·布萊克 | 天狼星·布萊克 | 天狼星·布萊克 | 天狼星·布萊克 | 天狼星·布萊克 | 天狼星·布萊克 |             |             | 亞瑟·衛斯理 | 亞瑟·衛斯理 | 亞瑟·衛斯理 | 亞瑟·衛斯理 | 亞瑟·衛斯理     | 亞瑟·衛斯理     |                 |                 | 茉莉·普瑞       | 茉莉·普瑞       | 茉莉·普瑞   | 茉莉·普瑞   | 茉莉·普瑞   | 茉莉·普瑞   |  |  | 獅子阿爾發·布萊克 | 獅子阿爾發·布萊克 | 獅子阿爾發·布萊克 | 獅子阿爾發·布萊克 | 獅子阿爾發·布萊克 | 獅子阿爾發·布萊克 |  |  |               |               |               |               |               |               |  |  |             |             |                 |                 |                 |                 |                 |                 |           |           |               |               |               |               |               |               |             |             |                    |                    |                    |                    |                    |                    |             |             |                    |                    |                    |                    |                    |                    |             |             |                  |                  |                  |                  |                  |                  |             |             |                      |                      |                      |                      |                      |                      |           |           |           |           |                |                |                |                |                |                |  |  |
| |  |  |  |  |  |  |  |               |               |               |               |               |               |               |               |               |               |             |             |             |             |             |             |                 |                 |                 |                 |                 |                 |             |             |             |             |  |  |                   |                   |                   |                   |                   |                   |  |  |               |               |               |               |               |               |  |  |             |             |                 |                 |                 |                 |                 |                 |           |           |               |               |               |               |               |               |             |             |                    |                    |                    |                    |                    |                    |             |             |                    |                    |                    |                    |                    |                    |             |             |                  |                  |                  |                  |                  |                  |             |             |                      |                      |                      |                      |                      |                      |           |           |           |           |                |                |                |                |                |                |  |  |
| |  |  |  |  |  |  |  |               |               |               |               |               |               |               |               |               |               |             |             |             |             |             |             |                 |                 |                 |                 |                 |                 |             |             |             |             |  |  |                   |                   |                   |                   |                   |                   |  |  |               |               |               |               |               |               |  |  |             |             |                 |                 |                 |                 |                 |                 |           |           |               |               |               |               |               |               |             |             |                    |                    |                    |                    |                    |                    |             |             |                    |                    |                    |                    |                    |                    |             |             |                  |                  |                  |                  |                  |                  |             |             |                      |                      |                      |                      |                      |                      |           |           |           |           |                |                |                |                |                |                |  |  |
| |  |  |  |  |  |  |  |               |               |               |               | 花兒·戴樂古   | 花兒·戴樂古   | 花兒·戴樂古   | 花兒·戴樂古   | 花兒·戴樂古   | 花兒·戴樂古   |             |             | 比爾·衛斯理 | 比爾·衛斯理 | 比爾·衛斯理 | 比爾·衛斯理 | 比爾·衛斯理     | 比爾·衛斯理     |                 |                 | 查理·衛斯理     | 查理·衛斯理     | 查理·衛斯理 | 查理·衛斯理 | 查理·衛斯理 | 查理·衛斯理 |  |  | 派西·衛斯理       | 派西·衛斯理       | 派西·衛斯理       | 派西·衛斯理       | 派西·衛斯理       | 派西·衛斯理       |  |  | 奧黛麗·衛斯理 | 奧黛麗·衛斯理 | 奧黛麗·衛斯理 | 奧黛麗·衛斯理 | 奧黛麗·衛斯理 | 奧黛麗·衛斯理 |  |  | 喬治·衛斯理 | 喬治·衛斯理 | 喬治·衛斯理     | 喬治·衛斯理     | 喬治·衛斯理     | 喬治·衛斯理     |                 |                 | 莉娜·強生 | 莉娜·強生 | 莉娜·強生     | 莉娜·強生     | 莉娜·強生     | 莉娜·強生     |               |               | 榮恩·衛斯理 | 榮恩·衛斯理 | 榮恩·衛斯理        | 榮恩·衛斯理        | 榮恩·衛斯理        | 榮恩·衛斯理        |                    |                    | 妙麗·格蘭傑 | 妙麗·格蘭傑 | 妙麗·格蘭傑        | 妙麗·格蘭傑        | 妙麗·格蘭傑        | 妙麗·格蘭傑        |                    |                    | 弗雷·衛斯理 | 弗雷·衛斯理 | 弗雷·衛斯理      | 弗雷·衛斯理      | 弗雷·衛斯理      | 弗雷·衛斯理      |                  |                  | 金妮·衛斯理 | 金妮·衛斯理 | 金妮·衛斯理          | 金妮·衛斯理          | 金妮·衛斯理          | 金妮·衛斯理          |                      |                      | 哈利·波特 | 哈利·波特 | 哈利·波特 | 哈利·波特 | 哈利·波特      | 哈利·波特      |                |                |                |                |  |  |
| |  |  |  |  |  |  |  |               |               |               |               | 花兒·戴樂古   | 花兒·戴樂古   | 花兒·戴樂古   | 花兒·戴樂古   | 花兒·戴樂古   | 花兒·戴樂古   |             |             | 比爾·衛斯理 | 比爾·衛斯理 | 比爾·衛斯理 | 比爾·衛斯理 | 比爾·衛斯理     | 比爾·衛斯理     |                 |                 | 查理·衛斯理     | 查理·衛斯理     | 查理·衛斯理 | 查理·衛斯理 | 查理·衛斯理 | 查理·衛斯理 |  |  | 派西·衛斯理       | 派西·衛斯理       | 派西·衛斯理       | 派西·衛斯理       | 派西·衛斯理       | 派西·衛斯理       |  |  | 奧黛麗·衛斯理 | 奧黛麗·衛斯理 | 奧黛麗·衛斯理 | 奧黛麗·衛斯理 | 奧黛麗·衛斯理 | 奧黛麗·衛斯理 |  |  | 喬治·衛斯理 | 喬治·衛斯理 | 喬治·衛斯理     | 喬治·衛斯理     | 喬治·衛斯理     | 喬治·衛斯理     |                 |                 | 莉娜·強生 | 莉娜·強生 | 莉娜·強生     | 莉娜·強生     | 莉娜·強生     | 莉娜·強生     |               |               | 榮恩·衛斯理 | 榮恩·衛斯理 | 榮恩·衛斯理        | 榮恩·衛斯理        | 榮恩·衛斯理        | 榮恩·衛斯理        |                    |                    | 妙麗·格蘭傑 | 妙麗·格蘭傑 | 妙麗·格蘭傑        | 妙麗·格蘭傑        | 妙麗·格蘭傑        | 妙麗·格蘭傑        |                    |                    | 弗雷·衛斯理 | 弗雷·衛斯理 | 弗雷·衛斯理      | 弗雷·衛斯理      | 弗雷·衛斯理      | 弗雷·衛斯理      |                  |                  | 金妮·衛斯理 | 金妮·衛斯理 | 金妮·衛斯理          | 金妮·衛斯理          | 金妮·衛斯理          | 金妮·衛斯理          |                      |                      | 哈利·波特 | 哈利·波特 | 哈利·波特 | 哈利·波特 | 哈利·波特      | 哈利·波特      |                |                |                |                |  |  |
| |  |  |  |  |  |  |  |               |               |               |               |               |               |               |               |               |               |             |             |             |             |             |             |                 |                 |                 |                 |                 |                 |             |             |             |             |  |  |                   |                   |                   |                   |                   |                   |  |  |               |               |               |               |               |               |  |  |             |             |                 |                 |                 |                 |                 |                 |           |           |               |               |               |               |               |               |             |             |                    |                    |                    |                    |                    |                    |             |             |                    |                    |                    |                    |                    |                    |             |             |                  |                  |                  |                  |                  |                  |             |             |                      |                      |                      |                      |                      |                      |           |           |           |           |                |                |                |                |                |                |  |  |
| |  |  |  |  |  |  |  |               |               |               |               |               |               |               |               |               |               |             |             |             |             |             |             |                 |                 |                 |                 |                 |                 |             |             |             |             |  |  |                   |                   |                   |                   |                   |                   |  |  |               |               |               |               |               |               |  |  |             |             |                 |                 |                 |                 |                 |                 |           |           |               |               |               |               |               |               |             |             |                    |                    |                    |                    |                    |                    |             |             |                    |                    |                    |                    |                    |                    |             |             |                  |                  |                  |                  |                  |                  |             |             |                      |                      |                      |                      |                      |                      |           |           |           |           |                |                |                |                |                |                |  |  |
| |  |  |  |  |  |  |  | 薇朵兒·衛斯理 | 薇朵兒·衛斯理 | 薇朵兒·衛斯理 | 薇朵兒·衛斯理 | 薇朵兒·衛斯理 | 薇朵兒·衛斯理 |               |               | 露西·衛斯理   | 露西·衛斯理   | 露西·衛斯理 | 露西·衛斯理 | 露西·衛斯理 | 露西·衛斯理 |             |             | 多明妮克·衛斯理 | 多明妮克·衛斯理 | 多明妮克·衛斯理 | 多明妮克·衛斯理 | 多明妮克·衛斯理 | 多明妮克·衛斯理 |             |             |             |             |  |  | 小茉莉·衛斯理     | 小茉莉·衛斯理     | 小茉莉·衛斯理     | 小茉莉·衛斯理     | 小茉莉·衛斯理     | 小茉莉·衛斯理     |  |  | 露西·衛斯理   | 露西·衛斯理   | 露西·衛斯理   | 露西·衛斯理   | 露西·衛斯理   | 露西·衛斯理   |  |  |             |             | 弗雷·衛斯理二世 | 弗雷·衛斯理二世 | 弗雷·衛斯理二世 | 弗雷·衛斯理二世 | 弗雷·衛斯理二世 | 弗雷·衛斯理二世 |           |           | 羅克珊·衛斯理 | 羅克珊·衛斯理 | 羅克珊·衛斯理 | 羅克珊·衛斯理 | 羅克珊·衛斯理 | 羅克珊·衛斯理 |             |             | 露絲·格蘭傑─衛斯理 | 露絲·格蘭傑─衛斯理 | 露絲·格蘭傑─衛斯理 | 露絲·格蘭傑─衛斯理 | 露絲·格蘭傑─衛斯理 | 露絲·格蘭傑─衛斯理 |             |             | 雨果·格蘭傑─衛斯理 | 雨果·格蘭傑─衛斯理 | 雨果·格蘭傑─衛斯理 | 雨果·格蘭傑─衛斯理 | 雨果·格蘭傑─衛斯理 | 雨果·格蘭傑─衛斯理 |             |             | 詹姆·天狼星·波特 | 詹姆·天狼星·波特 | 詹姆·天狼星·波特 | 詹姆·天狼星·波特 | 詹姆·天狼星·波特 | 詹姆·天狼星·波特 |             |             | 阿不思·賽佛勒斯·波特 | 阿不思·賽佛勒斯·波特 | 阿不思·賽佛勒斯·波特 | 阿不思·賽佛勒斯·波特 | 阿不思·賽佛勒斯·波特 | 阿不思·賽佛勒斯·波特 |           |           |           |           | 莉莉·露娜.波特 | 莉莉·露娜.波特 | 莉莉·露娜.波特 | 莉莉·露娜.波特 | 莉莉·露娜.波特 | 莉莉·露娜.波特 |  |  |

榮恩是亞瑟·衛斯理和茉莉·衛斯理的七個孩子中的第六個，也是家中的么子。在他之上有五位哥哥，分別是：比爾、查理、派西、弗雷、喬治，以及下有一個妹妹：金妮，榮恩跟其父母很親近，與家人之間的關係很好，儘管他有時候會因為缺錢而感到尷尬，但是他還是會努力保護自己的兄妹，也會堅決地為他們跟自己的父母抗辯。
衛斯理一家是為數不多的純血巫師家族之一，儘管他們一家因與非純血巫師相關而被視為「纯血叛徒（blood traitors）」，而榮恩的父親是任職魔法部的麻瓜人工製品濫用局的員工，其薪金不高，孩子又多，他們的家境遠非富有，而他們家中的大多數物品都是二手的（榮恩對此很在意），因此被馬份一家等富裕勢利的古老家族看不起。衛斯理一家居於德雲郡凱奇波區奧特瑞街（Ottery St Catchpole）附近的洞穴屋，榮恩於此居住及長大，而衛斯理家族的所有成員都被分派至霍格華茲的葛萊分多學院。
榮恩跟其兄妹每人都有其獨特的個性特徵。榮恩對自己兩個最年長的哥哥比爾和查理很尊敬，儘管他們所作的成就讓他有些不安，使榮恩感到不能辜負這些。榮恩曾試圖以派西為榜樣，但是榮恩卻認為他只是自負和惱人；然而，榮恩是派西跟家人鬧僵之後聯繫過的唯一一個親人，派西也是在弗雷於霍格華茲大戰中去世後安慰著榮恩的家人。在性格上，榮恩跟弗雷和喬治更相似一些，他的雙胞胎哥哥很喜歡取笑他，他的妹妹金妮也是，然而榮恩與他們的關係都很親近。榮恩也十分注意保護金妮，尤其不贊成她的感情生活，這也曾經讓二人因此吵了起來。榮恩經常被其兄妹的成就所掩蓋，眾所周知，他的哥哥比爾、查理和派西除了都是男生長外，也被任命為其學院的級長；此外，衛斯理家族的所有孩子都曾加入到葛萊分多魁地奇球隊，而查理至少在他的一個學年裡擔任魁地奇球隊隊長。榮恩最終也隨著成長而成為了一名出色的魁地奇看守手和級長，這被證明那是由於他對自己缺乏自信，而非缺乏實際的天賦或能力。此外，衛斯理一家都是鳳凰會成員（除了派西、榮恩和金妮外），他們在畢業後替鳳凰會工作，然而不清楚三人後來有否正式加入該會。
衛斯理一家跟著名的布萊克家族成員—天狼星·布萊克卻有著遠親的關係（可參見其頁面）。亞瑟·衛斯理的父親賽提莫．衛斯理(Septimus Weasley)和布萊克家族的席德瑞拉．布萊克(Cedrella Black)結婚，但這場婚姻被視為對布萊克家族的背叛。此事導致席德瑞拉．布萊克在布萊克家族中被除名，也讓衛斯理家族被布萊克家族視為「純血叛徒」（但被否認）。其他遠親包括了跩哥·馬份、小仙女·東施和貝拉·雷斯壯；而鳳凰會的創會成員吉昂·普瑞（Gideon Prewett），以及費邊·普瑞（Fabian Prewett）則是榮恩跟其兄妹的舅父。

## 角色性格與特徵

### 外觀上
榮恩承繼了一頭衛斯理家典型的特徵：標誌性的火紅色頭髮和臉上的雀斑，擁有一雙藍色眼睛的榮恩，羅琳把他描述為「又高又瘦，身材瘦長又有雀斑，大大的手和腳，還有一個長鼻子」，羅琳於小說中描述榮恩有雀斑，而飾演榮恩的演員鲁拔·格连特則沒有。當榮恩尷尬的時候，他的耳朵就會漲紅起來。榮恩的身材就跟他的哥哥比爾和派西很相像，但是比查理、弗雷和喬治還要更健壯一些。正在發育的榮恩確實成為了哈利最高的同學之一，甚至比他的一些哥哥還要高。

### 性格上
榮恩是個喜歡用簡單方法做事的人，因為他不喜歡努力工作。在一年級的時候，當他在霍格華茲圖書館裡跟哈利和妙麗三人尋找有關尼樂·勒梅的資料時，他只是漫無目標地把一些書從書架上面抽出來翻看；他還習慣編撰占卜學留下的預言作業，他大部分功課也都喜歡直接抄寫妙麗·格蘭傑的。不過，榮恩在遇到艱難的處境時也能夠克服這個習慣，比如他於三年級時幫助海格為鷹馬巴嘴辯護而找尋資料時。榮恩這個性格和習慣即使在長大以後也沒有消失。
榮恩聞名於對食物的熱愛，他特別喜歡煙肉三明治，但是不喜歡罐頭咸牛肉三明治。他喜歡邊嚼東西邊說話的習慣，這讓妙麗感到很厭惡。榮恩跟哈利一樣很聰明，只是在課堂上缺乏學習動力。當三人在學校的時候，榮恩經常希望妙麗向自己提供幫助，而在被拒絕或者妙麗不在的時候，他就不知道自己該做甚麼了。
榮恩很勇敢，勇敢得可以跟他的好友哈利相提並論。他總是毫不猶豫地多次跟哈利、妙麗一起冒着極端的生命危險行事，而這種勇氣並沒有被他的朋友們忽略。榮恩非常注意和保護他所關心的人，並且多次顯示出他寧死也不願意他所關心的人受到傷害。榮恩亦以風趣幽默、忠誠、隨時準備捍衛他的朋友而聞名。他那種諷刺、俏皮的幽默感經常給他的朋友們帶來歡笑與放鬆；然而，他往往在情感上不成熟，而且有些遲鈍。不過，正如妙麗·格蘭傑和露娜·羅古德所指出的那樣，榮恩的幽默偶爾會很傷人，儘管有可能是無意的。在跟哈利與妙麗一起尋找分靈體期間，榮恩變得更加成熟了，甚至在哈利情緒低落的時候領導三人組的行動。羅琳在一次訪談中形容榮恩非常有趣，但他感覺遲鈍和孩子氣，說：「榮恩有很多不成熟的地方，這就是許多幽默的來源。」
作為他跟飾演三人組裡中心人物演員的第一次練習裡，執導該系列第三部電影《阿茲卡班的囚徒》的導演艾方索·柯朗，讓他們以第一人稱去寫一篇關於他們角色的自傳散文，從出生跨越到發現魔法世界的體驗，當中包括角色的情感體驗。關於魯拔·格連特的文章，柯朗回憶說，「魯拔沒有寫文章，當我問他為何沒有這樣做時，他說，『我是榮恩的話，榮恩不會這樣做。』所以我說，『好吧，你確實了解你的角色。』」在最後一本小說中評論榮恩的角色發展時，羅琳解釋說：「榮恩是三個主角中最不成熟的一個，但在第七部他長大了。他從來都不健壯，人們大多只是把他看作哈利的朋友；他的母親實際上想要一個女孩，他在最後一本書裡終於不得不承認自己的弱點。但這正就是讓榮恩成為男人的原因。」
榮恩的另外兩個性格特徵是喜怒無常和沒有安全感。他可以變得很好爭辯，尤其是在跟妙麗爭辯的時候。他也會有暴脾氣，特別是在他所愛的人受到侮辱時會進行挑釁，但並非用魔法的方式與對方發生衝突（例如，被激怒的榮恩在不止一個場合選擇動用拳頭而非使用魔杖）。榮恩經常在試圖保護他所愛的人時表現出極大的勇氣：二年級時，他選擇克服其蜘蛛恐懼症而跟哈利站在一起（這是因為他的哥哥弗雷在榮恩小時候把他的泰迪熊變成了蜘蛛而造成的）；在《混血王子的背叛》中，當妙麗被貝拉·雷斯壯帶到以酷刑咒進行審問時希望自己代替她。儘管榮恩對魁地奇充滿熱情，是查得利砲彈隊的球迷，而且還飛得還不錯，但是他還是有緊張失準的問題，有時候他的比賽表現也會因此受到影響。史萊哲林的小金匣更揭示出了其內心深處的恐懼：他一直最不受其母親的寵愛，而他又曾誤以為妙麗傾心於哈利，不過他最終也克服了這一切。。
榮恩對於有些話題的看法往往屬於老一套的巫師觀點，因此經常會跟哈利與妙麗的觀點互相衝突，因為後者二人都是從麻瓜世界撫養長大，不過反過來看，他通常會更清楚地了解巫師所遵從的標準。一個例子就是，他在整個三年級都一直很喜歡雷木思·路平，然而他知道路平是個狼人以後，他便對他厭惡並疏遠；在榮恩發現海格是混血巨人時，他相比哈利及妙麗顯得還要震驚得多；在《死神的聖物》中，榮恩對於巫師不允許妖精使用魔杖這一話題跟妖精拉環發生了爭執。
作為一個男孩，榮恩對自己家庭貧困的狀況十分敏感，有時候還會因為這個而感到尷尬。即使不是所有，榮恩的大部分資產也都是由家人傳下來的，包括他的長袍、課本、魔杖，甚至還有他的寵物鼠斑斑。他的家庭經常資金短缺，使榮恩成為跩哥·馬份嘲笑的目標。然而，在跩哥·馬份對他進行侮辱之後，榮恩就衝著他說了一些在自己母親面前從來不敢講的說話；在霍格華茲大戰期間，榮恩於第二次救了跩哥·馬份性命後，罵他是個「兩面三刀的混蛋」。此外，在跟一眾兄長和好朋友進行對比時，榮恩很容易對自己的能力沒有信心。在感到不安和尷尬的時候，他的耳朵會發漲通紅，這也成為了他生氣或尷尬的明顯標誌。他感到自己好像一直生活於一眾兄長及好友哈利的陰影之下，這也讓他覺得自己一直次於別人。

### 魔法能力與技能
在榮恩入讀霍格華茲一年級的時候，他得到哥哥比爾的舊長袍、查理那根由梣木所製而末端伸出一根獨角獸毛髮的舊魔杖，還有原本屬於派西的老鼠。在《消失的密室》開始時，他把那魔杖與魔法膠帶握在一起時，差點把它掰成兩半，然而此後它發生了可怕的故障，使咒語逆火反彈，和發出奇怪的聲音，並從錯誤的一端發出咒語。榮恩的新魔杖是一根14英寸長的柳木和獨角獸毛髮所製，那是他在霍格華茲的第三年開始之前購買的。
榮恩的才能很少被展示出來，但他跟其他D.A.成員一樣，在《鳳凰會的密令》中跟成年的食死人激烈的戰鬥中倖存下來，並且暗示著在《混血王子的背叛》中被食死人襲擊期間，由於他得到幸運魔藥福來福喜的幫忙之下，讓他有很好的表現。在《死神的聖物》中，榮恩失去其原有的魔杖，並把彼得·佩迪魯的魔杖當成了自己的。在此之後，隨著榮恩跟哈利發生可怕的爭吵後突然成熟起來，他開始表現得更有才能和常識。在哈利有著嚴重抑鬱的那一段時間裡，他有效地帶領三人組尋找分靈體。
羅琳曾表示，榮恩的護法咒是以傑克羅素㹴的形式來展現，「那是一個非常感性的選擇」，因為羅琳本人擁有一頭傑克羅素犬。

## 相關情節

### 神秘的魔法石
羅琳在《神秘的魔法石》裡首先介紹了榮恩和其家人讓讀者認識。當時哈利·波特於倫敦國王十字車站的月台迷路了，那是榮恩與哈利第一次見面，衛斯理一家引導他穿過9¾月台的屏障來進入魔法世界。隨後因霍格華茲特快列車的車廂滿座，榮恩詢問哈利共用一個車廂後正式認識，二人展開了他們的友誼。榮恩對大名鼎鼎的哈利十分著迷，而哈利也著迷於平凡生活的榮恩。在車程中，榮恩向哈利展示他的寵物老鼠斑斑，而哈利則分享零食。火車上，他們遇到妙麗·格蘭傑，二人起初不太喜歡她，但後來三人一起經歷不同的事件後才成為好友。
當榮恩和哈利得悉山怪闖進校園的訊息，並得知當時正待在女生洗手間內的妙麗有著遭到山怪襲擊的危險，二人飛奔到女生洗手間，企圖把山怪困於女生洗手間內。兩人為了替妙麗解圍，分別試著引開山怪的注意力，最後榮恩在妙麗的指導下，成功地使用漂浮咒使山怪手持的棍棒懸浮於半空中，再擊中其頭部使其昏厥過去。原本對妙麗感到厭惡的榮恩，看到她向教授代為解釋事件經過的情景甚感訝異；但亦因這個契機讓三人成為交情甚篤的鐵三角。
榮恩和哈利一起成為霍格華茲葛萊分多學院的學生，二人在整個系列中一起接受相同的課程，並且通常具有相似的學業上成功與失望。二人於霍格華茲宿舍的室友是奈威·隆巴頓、西莫·費尼根和丁·湯瑪斯。棋術高超的榮恩喜歡玩巫師棋，並且熱心教哈利怎麼玩。榮恩在拯救魔法石過程中扮演著至關重要的角色，他在巫師棋中的策略讓哈利及妙麗能夠安全地通過一場危險且真人般大小的象棋遊戲。在棋賽中，榮恩選擇犧牲自己的棋子而取得勝利，隨後被打昏（當然後來恢復過來）。在該學年的結業晚宴上，霍格華茲的校長阿不思·鄧不利多為了榮恩而授予葛萊分多學院50分，以表彰「霍格華茲多年來最出色的國際象棋比賽」，而這些最後時刻的分數讓葛萊分多學院贏得學院盃。

### 消失的密室
在第二輯小說及電影—《消失的密室》，發生於魔法石事件隨後的一年。榮恩在暑假期間曾多次嘗試寫信給哈利，然而由於家庭小精靈多比阻止哈利的巫師郵件的關係，使他沒有收到哈利的回信。這使榮恩非常擔心，以致跟哥哥弗雷和喬治·衛斯理駕駛著三人父親的魔法汽車到德思禮的家接載哈利回到霍格華茲。哈利在接下來的一個月都在衛斯理家的洞穴屋中度過。在試圖離開國王十字車站時，榮恩和哈利發現自己無法穿過9¾月台的屏障，於是跟哈利在一起的榮恩便萌生了駕駛魔法汽車到霍格華茲的想法。這個計劃雖然成功了，但那魔法汽車在旅程結束時失去了動力，結果撞上渾拚柳，而榮恩的魔杖在此過程中折斷，以後都不能發揮正常功能（榮恩僅以魔法膠帶黏著）。魔法汽車自動駛進禁忌森林—那是霍格華茲場地邊緣嚴禁學生進入的一片森林。後來，榮恩收到其母親發出的一封咆哮信，斥責他開走了父親的魔法汽車。
在小說及電影的後來，哈利、榮恩和妙麗在萬聖節的晚上，利用變身水讓自己變得像跩哥·馬份的親密夥伴—克拉和高爾，這樣三人就可以窺探馬份，並找出他對密室的了解。
學生們之間忽然傳起「史萊哲林的傳人」之傳聞，在尋找史萊哲林的傳人的過程中，榮恩負責負責提供湯姆·馬弗魯·瑞斗身份的第一條線索，他回想起自己曾見過校內的一個「為學校提供特殊服務」的獎盃上刻有「T·M·瑞斗」的名字。哈利、榮恩和馬份因被懲罰而被迫跟著海格到禁忌森林進行服務，榮恩被迫面對著他最恐懼的噩夢—蜘蛛，並進入蜘蛛繁殖地找阿辣哥（海格於學生時期所飼養的八眼巨蛛）。那頭巨蛛差點把他們二人吃掉，但衛斯理家的魔法汽車從禁忌森林回來並救了二人。
該輯故事也展示了其家庭狀況：當跩哥·馬份罵妙麗為麻種的時候，榮恩本想詛咒他吃蛞蝓，然而其魔杖狀況的關係讓咒語反彈回他身上，害自己吐了一堆蛞蝓；榮恩與哈利隨後前去密室營救被綁架且被關押當中的金妮·衛斯理時，榮恩的魔杖再發生了意外，導致密室入口的天花板坍塌，一邊困住榮恩，另一邊困著哈利。哈利繼續前去營救金妮並化險為夷。然而，當吉德羅·洛哈教授使用榮恩的魔杖來消去二人的記憶時，結果該魔法又一次發生意外，使咒語反彈回洛哈身上。
由於榮恩和哈利在密室中取得的成功，因此二人獲得了學校服務特別獎，他們還一起替學院獲得了200分。

### 阿茲卡班的逃犯
在小說及電影中，榮恩發現曾經於第一輯小說和電影裡出現其飼養的老鼠斑斑失蹤了，他為此責怪妙麗新飼養的貓歪腿，使兩人鬧翻了。當妙麗因為修太多的課堂而精神崩潰，以及為了巴嘴的命運而感到苦惱時，他們最終和好如初。海格擁有的這頭動物因傷害跩哥·馬份而受到面臨處決風險的審判。榮恩主動提出幫助巴嘴抗辯的預備工作，但這無濟於事。哈利、榮恩和妙麗於巴嘴執行刑罰當天去探望海格時，他們發現斑斑躲在海格的小屋裡。當他們離開時，斑斑掙扎擺脫榮恩並逃跑了。
三人跟斑斑追逐至渾拚柳，榮恩在那裡被一頭大黑狗咬著並拖進隱藏於渾拚柳樹下的地道進入到尖叫屋，那隻狗實際上是天狼星·布萊克（化獸師的動物形態），而作為哈利的教父—天狼星·布萊克是剛從巫師監獄阿茲卡班監獄逃出來的囚犯。此時，霍格華茲的黑魔法防禦術教授雷木思·路平緊隨哈利與妙麗之後到達。布萊克跟路平一起對斑斑施展咒語，他被證明是一個名叫彼得·佩迪魯的化獸師。佩迪魯跟布萊克、路平與哈利父親詹姆·波特四人是在學時期的好友，他被認為已遭天狼星謀殺。在偽裝死去的佩迪魯自此就一直以老鼠的形態生活，他否認布萊克與路平所說的一切，然而二人卻把過去拼湊出他一直是佛地魔的僕人，並在當時洩露了哈利父母的秘密下落，導致二人被謀殺。起初，榮恩並不相信天狼星所言，並拒絕把斑斑交給他，但當他得知這隻老鼠的真正身份時，這讓他感到很反感。當主角們帶領佩迪魯走出渾拚柳時，他逃脫了。榮恩被佩迪魯的咒語擊倒，使他被送到了霍格華茲的醫院側翼並被迫留在那裡，而哈利及妙麗在鄧不利多的提醒下以時光器回到過去及時拯救天狼星和巴嘴。
在小說的結尾，天狼星於後來為了彌補榮恩失去斑斑，他把一頭容易興奮的小貓頭鷹送給榮恩作為補償，金妮給牠命名為豬水鳧（Pigwidgeon），而榮恩把牠暱稱為小豬（Pig）。

### 火盃的考驗
衛斯理一家於小說及電影中邀請哈利與妙麗去看魁地奇世界盃。榮恩對他最喜歡的魁地奇冠軍維克多·喀浪感到敬畏。對於維克多·喀浪以德姆蘭魔法與巫術學院冠軍代表的身分來到霍格華茲參與三巫鬥法大賽時，這讓榮恩感到更加興奮。那是霍格華茲跟其餘兩所魔法學校之間競逐歐洲排名首三位的一場巫師魔法錦標賽。然而，當未成年的哈利神秘地成為第四名冠軍代表時，榮恩由於誤會而加入到反對者的行列，他們認為哈利以某種方式於錦標賽中作弊，榮恩更對哈利感到失望；根據妙麗的說法，這源於榮恩潛藏於心中的嫉妒，因為他認為自己被哈利或是他的兄長們推到聚光燈之外。這道裂縫嚴重至二人冷戰了幾個星期都還沒和好。然而，榮恩於後來意識到該錦標賽的危險性，並最終相信哈利並非自己把其名字丟進火盃，不過二人在哈利成功地通過第一項任務後才和好。
在聖誕節期間，按照三巫鬥法大賽的傳統，霍格華茲會舉辦耶誕舞會。榮恩與哈利對耶誕舞會確定約會的前景中感到驚慌失措，榮恩以其不成熟的方式嚇壞了妙麗，尤其是沒有向她提出邀請，顯然直到最後一刻才意識到她是個女孩。在最後一刻，哈利讓芭蒂和芭瑪·巴提同意跟這對搭檔一起參與舞會以挽救那局面，然而芭瑪似乎對榮恩脾氣壞的態度和其破舊的衣服似乎不太高興。當榮恩看到妙麗跟他的前偶像維克多·喀浪約會時，使他嫉妒得無法自拔。當妙麗過來找榮恩及哈利友好聊天時，榮恩失去控制的指責她「跟敵人交好」，並洩露了哈利於三巫鬥法大賽中的秘密。在黃昏舞會結束時，二人發生了激烈的爭吵，妙麗告訴榮恩指他應該於喀浪邀請她之前便去問她，而非簡單地希望在默認情況下約會她。榮恩完全沒有得到暗示，若不是否認的話，就是忽視兩人對彼此越來越明顯的感情。榮恩對喀浪的嫉妒也反映於妙麗對榮恩明顯迷戀的花兒·戴樂古（三巫鬥法大賽中波巴洞的代表）所產生的討厭上，兩人似乎經常對此相當愉快地爭論。
在三巫鬥法大賽的第二項任務中，榮恩獲選中讓哈利從霍格華茲湖底深處營救的人，因為他是哈利最想念的人。榮恩最終獲哈利成功地救出，並溫和地嘲笑他，認為執行任務的人質實際上處於危險之中。榮恩有時顯示嫉妒他的朋友妙麗，一些爭論證明妙麗是他最喜歡的女孩。不過，露娜·羅古德也暗示著對榮恩有興趣。

### 鳳凰會的密令
榮恩於小說及電影中被任命為葛萊分多學院的級長，這讓他本人與其他人都感到驚訝，尤其是另一位新任級長的妙麗。榮恩的哥哥派西於那時候跟跟家人疏遠了，還派遣一隻貓頭鷹向他表示祝賀，並建議他跟哈利「斷絕關係」而選擇站於霍格華茲新任黑魔法防禦術教授桃樂絲·恩不里居的那一邊，這封信激怒了榮恩。當同學們暗示著哈利對佛地魔的回歸是謊言時，榮恩明確地表示他對哈利的忠誠與支持，有時還會以其作為級長的權力來威脅他們保持沉默。儘管榮恩和妙麗如往常般吵鬧，然而二人還是站在統一戰線上支持哈利。對於恩不里居利用魔法部慢慢接管了由鄧不利多營運的學校，黑魔法防禦術的學習於校內幾乎被禁止，因此妙麗建議哈利教導同學們一些實用的黑魔法防禦術，榮恩對此也表示支持。三人共同創立了一個名為鄧不利多的軍隊之秘密學生組織。他還以看守手身份加入到葛萊分多魁地奇球隊，他於訓練和比賽中的神經和自信心問題經常讓他變得更好，這使史萊哲林球隊創作了一首關於榮恩將如何能確保史萊哲林球隊贏得校內隊際魁地奇盃的歌曲。然而，榮恩於最後一場比賽中打得更好，讓葛萊分多魁地奇球隊勝出比賽並贏得魁地奇盃。在小說及電影的高潮部分，榮恩跟哈利、妙麗、金妮、奈威·隆巴頓和露娜·羅古德於神秘事務司之戰中跟食死人作戰。榮恩於戰鬥中受傷，但在小說結束時完全康復過來。

### 混血王子的背叛
在小說及電影裡的榮恩於暑假期間長高了不少，吸引到女同學文妲·布朗的注意。作為葛萊分多魁地奇新任隊長的哈利，選擇了榮恩繼續擔任魁地奇隊的守門員，而非具有同等技能但在團隊合作和服從命令方面存在著困難的競逐候選人寇馬·奧布萊恩。在得知妙麗很可能親吻了喀浪後，榮恩於魁地奇比賽中的表現越來越糟糕，並且因為嫉妒其從前的偶像而對妙麗變得不友善。其自卑對其妹妹金妮並沒有多大的幫助，當榮恩發現她親吻其男朋友後的反應很糟糕，她拋出一個事實是，榮恩於這群人裡是唯一一個從未得到過初吻的人。為了增強榮恩的自信心，哈利假裝把一種能讓飲用者帶來好運的魔藥—福來福喜給了他，榮恩相信自己真的經已服用了（其實沒有），這使他在魁地奇比賽中表現讓人欽佩，並為葛萊分多魁地奇球隊勝出比賽。然而，這導致了榮恩和妙麗之間出現重大爭吵：妙麗指責哈利協助榮恩作弊，而榮恩則斥責妙麗不信任他的能力。在比賽後的慶祝活動中，榮恩親吻了文妲·布朗（儘管金妮將其描述為「吃掉她的臉」）。對此嫉妒不已的妙麗為了尋求報復，她把奧布萊恩視為她的約會對象，並跟他一起出席了新任魔藥學教授赫瑞司·史拉轟的聖誕派對，但事實證明他是一名自大狂。聖誕節過後，妙麗繼續無視著榮恩，停下來只是為了給他不屑的眼神和偶爾的冷嘲熱諷。到現在為止，榮恩顯然對自己跟文妲的關係明顯不滿。
在他於三月生日的那天，榮恩意外地吃掉注入了痴心水（Amortentia）的朱古力大鍋（實際上是給哈利準備的）。在被史拉轟治癒後，他喝下有毒的蜂蜜酒（實際上是由跩哥·馬份給鄧不利多準備的），哈利強行把一種解毒劑—毛糞石（Bezoar）塞進他的嘴裡以挽救其性命，後來榮恩被轉送到校內的醫院側翼。忘記了過去憤怒的妙麗驚慌失措的趕至，哈利、金妮和其雙胞胎兄長坐在他的床邊，他們聽到榮恩在語無倫次中喃喃著妙麗的名字，儘管眾人並沒有聽到他在說甚麼並且把它忽略了；相反，當文妲到來探望他的時候，他假裝睡著了。在康復之後，榮恩跟妙麗言歸於好，而榮恩跟文妲於不久之後便分開了。羅琳在一次訪談中指自己「真的很喜歡寫榮恩跟文妲的故事，而令人愉快的原因是，對比其餘兩名主角來說，榮恩到目前為止還很不成熟，他需要讓自己配得上妙麗......他必須在情感上有所成長，現在他邁出了一大步。」
起初，榮恩不支持哈利相信跩哥·馬份是佛地魔的追隨者—食死人的事，但後來他被說服了。在跟鄧不利多一起離開霍格華茲以尋回分靈體之前，哈利安排榮恩、妙麗和金妮—連同他們可以召喚的任何鄧不利多的軍隊成員—密切關注著馬份和石內卜。哈利還為眾人提供幸運藥水福來福喜的小瓶殘骸，以努力協助他們。儘管得到鄧不利多的軍隊之監視，馬份還是為食死人提供了一個進入霍格華茲的入口，一場戰鬥隨即展開。多得福來福喜的協助，排榮恩、妙麗和金妮在戰鬥中並沒有受到食死人詛咒的傷害。
當馬份證明自己做不到的時候，石內卜在戰鬥中殺掉了鄧不利多。在鄧不利多的葬禮上，榮恩安慰著哭泣流淚的妙麗。二人發誓要協助哈利找到並摧毀分靈體並殺死佛地魔，即使這意味著他們需要暫時離開霍格華茲。
榮恩與妙麗日益加深的關係多次引起讀者們的注意，他跟妙麗尚未解決的浪漫的張力成為了小說的主要（實際上是整個系列）子情節之一。此外，哈利與榮恩的友誼經已強化至讓哈利能夠直接告訴榮恩指其魁地奇表現正在危及他於球隊中成員資格的地步，然而沒有任何一個角色能夠親自接受（這種直接的事實）。

### 死神的聖物
哈利、榮恩和妙麗於鄧不利多死後分別獲得其遺贈，而榮恩獲得其熄燈器。榮恩同意跟哈利與妙麗一起去尋找並摧毀佛地魔的所有分靈體，讓佛地魔最終能夠被擊敗，然而他擔心現時被佛地魔接管的魔法部會得知他正在跟哈利一起執行任務，於是他在其父親以及哥哥弗雷和喬治的幫助下，給家裡的食屍鬼穿上睡衣，並散播著他患上一種傳染性極強的魔法皮膚病—散花痘（spattergroit）的謠言—其症狀會導致患者爆發難看的瑕疵和膿皰，並讓他們留下令人毛骨悚然的痘痕和麻子，好讓他缺席霍格華茲七年級的一個託辭。當三人組試圖找到桃樂絲·恩不里居所擁有的小金匣分靈體時，榮恩把自己偽裝成雷格·卡特摩（Reginald Cattermole）。
在旅途上，哈利由於擔心小金匣可能會丟失或被盜走，於是決定希望有人能夠把該分靈體一直佩戴在身上。但它對榮恩有著更深遠的影響，這似乎相比哈利或妙麗的更甚。榮恩最終因缺乏舒適及具體的計劃而沮喪得大發雷霆，結果他離開了他的伙伴。哈利與妙麗為了他不在而苦惱，在他離開的那段時間裡甚至都沒有提及他的名字。然而，當他們終於提到他的名字時，榮恩立即為自己離開的決定而後悔，卻遭搶奪者抓住了，後來由於妙麗於附近施展了對抗食死人的結界而使他無法回去，然而他從鄧不利多遺贈的熄燈器中的未知魔法引導至哈利的位置。當哈利試圖從冰冷的水池中取回葛萊芬多寶劍的時候，榮恩透過拯救哈利免於溺水中戲劇性地回來了。突然，半空中出現了幻象，在分靈體當中的佛地魔部分靈魂透過揭示榮恩是「渴望女兒的母親最不喜歡一個孩子」來利用了榮恩的不安全感，然後又向他展示一個哈利與妙麗分身的幻象，二人指沒有他會更快樂，還有妙麗無法回報他的感情，而是選擇跟哈利交往。這使榮恩對二人的信心明顯動搖了，直至哈利告訴他指自己把妙麗視為姐妹和朋友，僅此而已，榮恩終鼓起勇氣並克服了魔咒，並摧毀了該分靈體。哈利突然相信榮恩歸來所創造的命運，他立即原諒了榮恩，並堅稱一定是榮恩以葛萊芬多寶劍把史萊哲林的小金匣摧毀。三人最終也被搶奪者抓住，貝拉·雷斯壯更利用酷刑咒折磨妙麗以獲取信息，此讓榮恩陷入了恐慌，儘管哈利指示他冷靜下來並想一個更好的計劃，但他也不停地尖叫，並竭盡全力去救她。他們三人跟其他一些被囚禁的人都家庭小精靈多比救出，然而牠在逃跑過程中被貝拉·雷斯壯殺死。
後來，三人回到了霍格華茲，希望能找到哈利於其視野裡出現的最後一個未知的分靈體。在將葛萊芬多寶劍交給妖精拉環後，榮恩想到了獲得更多蛇妖毒牙的辦法，並設法說足夠的爬說語以打開昔日消失的密室的大門，妙麗在那裡摧毀了作為分靈體的赫夫帕夫金盃。榮恩開始擔心著霍格華茲裡精靈的命運，聽到這番話的妙麗，她丟下其隨身攜帶的蛇妖毒牙，並第一次吻向他。榮恩還參與霍格華茲大戰，在目睹了他的哥哥弗雷的去世，並跟奈威·隆巴頓聯手擊敗了焚銳·灰背。

### 後記
佛地魔倒台的19年後，雖然電影結尾並沒有明確地指出榮恩跟妙麗結婚了，但新聞文章和其他來源都將這視為事實。後來妙麗更成為了魔法部部長。二人於婚後育有兩名孩子：露絲·格蘭傑─衛斯理（長女）和雨果·格蘭傑─衛斯理（幼子）。電影中最後的那一幕就是榮恩跟妙麗二人把女兒送到霍格華茲入讀一年級的情景。
榮恩於婚後通過了其麻瓜駕駛考試，儘管妙麗顯然相信他若非對考官施展了混淆咒的話，他就無法做到這一點（榮恩偷偷向哈利透露自己確實這樣做）。他跟哈利以正氣師的身份於魔法部工作，並跟妙麗一起協助改造魔法部；使它跟從前存在的那個存在著很大的分別。在成為正氣師之前，榮恩跟其哥哥喬治一起於衛斯理兄弟巫師法寶店裡工作，這成為了一項非常有利可圖的業務。
2014年2月，艾瑪·華森替英國雜誌《Wonderland》專訪了羅琳，羅琳认为，他们 "也许可以 "接受一些婚姻咨询，因为榮恩需要解决他的自尊问题，而妙麗则需要学会不那么挑剔。她最后说，就像她自己一样，拘谨的妙麗对幽默风趣的男人也有真正的弱点。最后，羅琳表示，她不后悔把他们放在一起，并表示两人相互平衡，真心相爱。

## 寫照

### 電影系列
鲁拔·格连特於全部八齣《哈利波特》電影中都飾演榮恩·衛斯理的角色。格连特於看過BBC的兒童新聞節目《Newsround》的邀請孩子們發送關於他們自己信息的一個片段後參與試鏡，而格连特發送了一張照片、一個由他本人寫的劇本和一段說唱，當中記錄了他描繪這個角色的願望。羅琳對這個選角十分支持，稱格连特對榮恩的角色是「完美」的選擇。格连特對這個角色的刻畫獲得一致好評，使他於《衛星獎》的「傑出新人」類別中獲獎，並因其於第一輯電影中的表現而獲得《青年藝術家獎》的「最有前途的年輕新人」。他的演譯經常被認為是三個主要角色中最好的。
格连特於《哈利波特》電影中的首三輯都是屬於有點搞笑的角色，然而榮恩這個角色於第四輯電影中似乎會變得嚴肅得多，但到了第五和第六輯裡又變回了其原本的性格。

### 舞台系列
2016年，英國演員保羅·索恩利為倫敦西區皇宮劇院上演的《哈利波特－被詛咒的孩子》中飾演榮恩·衛斯理一角，他是倫敦原版的演員陣容，他在2017年的《Whatsonstage.com》的獎項中被提名為「最佳戲劇男配角」。
索恩利於2018年在百老匯的抒情劇院中重演榮恩·衛斯理的角色。

## 迴響及評價
榮恩·衛斯理這個角色很受歡迎。榮恩獲《IGN》選為他們最喜愛的《哈利波特》角色的第三位，提到榮恩作為喜劇演員的角色讓他「立刻變得可愛」，而他對妙麗·格蘭傑的挫敗感和調情是個「亮點」。榮恩跟哈利的友誼被列為文學與電影中表現最好的人物之一，而他跟妙麗的朋友至戀人的關係通常被稱為粉絲的最愛，也成為該系列中最好的配對之一。

## 流行文化
- 榮恩的角色曾多次出現於哈利波特的戲仿作品（英语：Parodies of Harry Potter）中。
- 賽斯·梅爾於《週六夜現場》的小品中飾演榮恩，而蓮茜·露漢於當中飾演妙麗[65]。
- 在阿利斯泰爾·麥高恩（英语：Alistair McGowan）的節目《大印象（英语：The Big Impression）》裡，他作了一個名為《路易斯·波特與哲學家的鬆餅[66]》的小品，它以安妮·羅賓遜（英语：Anne Robinson）作為榮恩的印象為特色[67]。
- 喜劇救濟於2003年演出了一個名為《哈利波特與阿塞拜疆的神秘大壺[68]》的惡搞故事，其中珍妮弗·桑德斯以榮恩和J·K·羅琳的身份出現[69][70]。
- 在猶他州沙漠之星劇院（英语：Desert Star Theater）上演的一齣由路易斯三姊妹：羅拉·J、艾美·K及安娜·M編寫劇本的戲劇《哈利普特：伙計，我的魔杖在哪裡？[71]》中，榮恩以「榮恩·斯內斯利（Ron Sneasley）」的身份出現[72][73]。
- 榮恩還於喜劇小品《All That（英语：All That）》中的「哈利球膽（Harry Bladder）」的草圖裡出現，當中榮恩由布萊恩·赫恩（Bryan Hearne）飾演的ReRon身份出現。
- 在尼爾·西塞雷加（英语：Neil Cicierega）的《波特木偶夥伴（英语：Potter Puppet Pals）》的草圖中，榮恩也是常規角色；在其中一集《神秘的滴答聲[74]》裡，榮恩與哈利、妙麗、石內卜及鄧不利多一起遭佛地魔設置的炸彈炸死；該劇集是截至2008年有史以來瀏覽次數排名第17位的影片，並且在YouTube上獲得2007年的《最佳喜劇》獎[75]。
- 2008年美國喜劇電影《乜都得先生》裡，占·基利飾演的卡爾參加了由諾曼（里斯·達比（英语：Rhys Darby） 飾）主持的一個哈利波特主題派對，當中諾曼偽裝成榮恩。
- 由星童製作（英语：StarKid Productions）的戲仿音樂劇《非常波特的音樂劇（英语：A Very Potter Musical）》（2009年）和《非常波特的音樂劇續集（英语：A Very Potter Sequel）》（2010年）中，榮恩一角由祖兒·里希特（Joey Richter）飾演。